# Harcy
Harcy és un municipi francès situat al departament de les Ardenes i a la regió del Gran Est. L'any 2007 tenia 500 habitants.

## Demografia

### Població
El 2007 la població de fet de Harcy era de 500 persones. Hi havia 178 famílies de les quals 36 eren unipersonals (8 homes vivint sols i 28 dones vivint soles), 59 parelles sense fills, 71 parelles amb fills i 12 famílies monoparentals amb fills.
La població ha evolucionat segons el següent gràfic:
Habitants censats

### Habitatges
El 2007 hi havia 204 habitatges, 190 eren l'habitatge principal de la família, 2 eren segones residències i 13 estaven desocupats. 199 eren cases i 4 eren apartaments. Dels 190 habitatges principals, 152 estaven ocupats pels seus propietaris, 34 estaven llogats i ocupats pels llogaters i 4 estaven cedits a títol gratuït; 6 tenien dues cambres, 12 en tenien tres, 36 en tenien quatre i 136 en tenien cinc o més. 139 habitatges disposaven pel capbaix d'una plaça de pàrquing. A 70 habitatges hi havia un automòbil i a 101 n'hi havia dos o més.

### Piràmide de població
La piràmide de població per edats i sexe el 2009 era:
| Homes | Edats   | Dones |
| ----- | ------- | ----- |
| 0     | 95 o +  | 0     |
| 0     | 90 a 94 | 0     |
| 0     | 85 a 89 | 8     |
| 4     | 80 a 84 | 0     |
| 8     | 75 a 79 | 12    |
| 0     | 70 a 74 | 12    |
| 16    | 65 a 69 | 20    |
| 8     | 60 a 64 | 4     |
| 4     | 55 a 59 | 4     |
| 8     | 50 a 54 | 4     |
| 20    | 45 a 49 | 20    |
| 20    | 40 a 44 | 24    |
| 20    | 35 a 39 | 12    |
| 20    | 30 a 34 | 28    |
| 4     | 25 a 29 | 12    |
| 20    | 20 a 24 | 12    |
| 4     | 15 a 19 | 12    |
| 12    | 10 a 14 | 16    |
| 12    | 5 a 9   | 20    |
| 8     | 0 a 4   | 28    |

## Economia
El 2007 la població en edat de treballar era de 328 persones, 231 eren actives i 97 eren inactives. De les 231 persones actives 203 estaven ocupades (111 homes i 92 dones) i 28 estaven aturades (12 homes i 16 dones). De les 97 persones inactives 33 estaven jubilades, 24 estaven estudiant i 40 estaven classificades com a «altres inactius».

### Ingressos
El 2009 a Harcy hi havia 190 unitats fiscals que integraven 499 persones, la mediana anual d'ingressos fiscals per persona era de 17.595 €.

### Activitats econòmiques
Dels 14 establiments que hi havia el 2007, 1 era d'una empresa extractiva, 1 d'una empresa de fabricació d'altres productes industrials, 3 d'empreses de construcció, 1 d'una empresa de comerç i reparació d'automòbils, 4 d'empreses de transport, 2 d'empreses de serveis i 2 d'empreses classificades com a «altres activitats de serveis».
Dels 4 establiments de servei als particulars que hi havia el 2009, 1 era un paleta, 1 guixaire pintor, 1 fusteria i 1 electricista.
L'any 2000 a Harcy hi havia 7 explotacions agrícoles que ocupaven un total de 267 hectàrees.

## Equipaments sanitaris i escolars
El 2009 hi havia una escola elemental integrada dins d'un grup escolar amb les comunes properes formant una escola dispersa.

## Poblacions més properes
El següent diagrama mostra les poblacions més properes.